# Наппельбаум, Ида Моисеевна
Ида Моисеевна Наппельбаум (в замужестве Фроман; 13 [26] июня 1900, Минск — 2 ноября 1992, Санкт-Петербург) — советская ленинградская поэтесса и мемуаристка.

## Биография
Детство провела в Минске, семья была многодетной. Училась в гимназии, с 1913 года в Санкт-Петербурге, в частной гимназии Хитрово. После окончания гимназии поступила в Институт истории искусств. Была ученицей Н. С. Гумилёва, с которым познакомилась в поэтической студии «Звучащая раковина» Дома искусств, которую посещала вместе с сестрой. До войны работала в Ленинграде в Гослитиздате и секретарем поэтической и драматургической секции в Ленинградском отделении Союза писателей (членский билет за № 46 был подписан Ф. Сологубом). В квартире Наппельбаумов периодически собиралась литературная богема — А. Ахматова, А. Радлова, Ф. Сологуб, Н. Клюев, М. Лозинский, отец и сын Чуковские, Д. Хармс, М. Кузмин. Однажды вместе с Иваном Приблудным приехал Сергей Есенин.
Увлекалась фотографией. В 1925 году на выставке фотографии в Париже была удостоена Малой золотой медалью (в этом же году отец Иды Наппельбаум был награждён Большой золотой медалью).
В 1941 году покинула Ленинград. Военные годы провела в эвакуации в Перми. Тема оторванности от родного города отразилась в творчестве поэтессы.
9 января 1951 года была арестована («Мы вас недобрали в 37-м», — откровенно признался следователь), обвинена в хранении портрета Гумилёва работы Надежды Шведе-Радловой (портрет был уничтожен в 1937 году Фроманом, который опасался ареста), после 9 месяцев следствия приговорена к 10 годам заключения в лагере особого режима. В 1951—1954 годах содержалась в Озерлаге. Работала на укладке шпал, получила инвалидность, затем занималась лагерной самодеятельностью. Там же создала цикл стихов «Тайшетский оазис». Арест в 1951 году произошёл после того, как два ленинградских писателя, «друзья семьи» Наппельбаум, донесли, что видели на стене в доме Наппельбаум портрет Николая Гумилёва. «Одного простила, другого — нет. Перестала кланяться», — рассказывала после Наппельбаум.
В 1954 году освобождена из заключения, полностью реабилитирована и вернулась в Ленинград.
Работала в Государственном издательстве «Художественная литература», занималась переводами с французского языка.
2 ноября 1992 года скончалась в Санкт-Петербурге. Похоронена на кладбище Памяти жертв 9-го января.

### Личная жизнь и семья
Ида Моисеевна — дочь фотографа Моисея Соломоновича Наппельбаума и сестра поэтессы Лили Моисеевны Наппельбаум и литературоведа Ольги Грудцовой.
Была замужем за переводчиком Михаилом Фроманом (настоящая фамилия Фракман), после смерти мужа в 1940 году за его другом литератором Иннокентием Басалаевым (1898—1964).
Дочь от первого мужа — Екатерина Михайловна Царенкова (род. 1932).
Сестра — Фредерика, после окончания гимназии поступила в Санкт-Петербургский университет на филологический факультет.

### Адреса в Петрограде/Ленинграде
- Невский пр., д. 72.
- В 1931 году вместе с мужем переехала в новую квартиру в доме, прозванном «слезой социализма» (ул. Рубинштейна, д. 7).

## Творчество

### Стихи
Две книги стихов вышли в 1927 году (сборник «Мой дом») и 1990 году (сборник «Отдаю долги»). Третий сборник («Я ухожу») вышел после смерти поэтессы.

### Воспоминания
- Наппельбаум И. М. Солнечные зайчики на тюремной стене // Озерлаг: как это было / сост. и авт. предисл. Л. С. Мухин. — Иркутск: Вост.-Сиб. кн. изд-во, 1992. — С. 258—270.
- Наппельбаум И. М. Угол отражения: Краткие встречи долгой жизни / предисл. В. Перца; ред. и авт. послесл. В. Н. Сажин. — СПб.: Логос, 1995. — 184 с., ил. — (Судьбы. Оценки. Воспоминания XIX—XX вв.).